# Грб Вороњешке области
Грб Вороњешке области је званични симбол једног од субјеката Руске федерације са статусом области — Вороњешке области. Грб је званично усвојен 5. јула 2005. године.

## Опис грба
Грб Вороњешке области има облик француског штита, у црвеном пољу представљено је велико камење златне планине. На падини тог камења види се сребрни бокал који се преврће ка доље и сипа сребрну воду. Штит је крунисан златном империјанском (царском) круном. Штитоноше (чувари грба) су два сребрна орла раширених крила, са црвеним језицима и златним канџама и кљуновима. 
Подножје грба се састоји од двије положене унакрсне златне цијеви топа, из чији отвора се назире црвени пламен са димом. Топовске цијеви су окружене са вијенцем од двије златне храстове гране, а међусобно их повезују двије испреплетене црвене траке са орденом Лењина.